# アフメド・アブディ・カリエ
アフメド・アブディ・カリエ, 通称"Qoor Qoor" (Ahmed Abdi Karie, ソマリ語: Axmed Cabdi Kaariye、1968年10月10日 - )は、2020年2月からソマリア連邦共和国の一構成国であるガルムドゥグ大統領。

## 出生
アフメド・アブディ・カリエは1968年10月10日にソマリアの港町ホビョに生まれた。ソマリ人のハウィエ氏族のハバル・ギディル支族出身。

## ソマリア連邦政府公共事業長官
2017年3月22日、ソマリア連邦政府の首相に任命されたハッサン・アリ・カイレが内閣人事を発表し、アフメド・アブディ・カリエは公共事業および住宅担当長官に任命された。
2017年8月27日、アフメド・アブディ・カリエに代わって技術者出身のSaadaq C/laahi Cabdiが公共事業長官に任命された。しかし9月28日、ソマリア連邦政府はガルムドゥグ政府内部で大統領のアフメド・デュアレ・ゲレと副大統領のAxmed Shariif Cali Hiloowleの対立を解消するため、ガルムドゥグ政府があるアダドに代表団を派遣することとなり、アフメド・アブディ・カリエは公共事業長官の立場でこれに参加。アフメド・アブディ・カリエはAxmed Shariifを支援していたと見られている。

### ガルムドゥグ大統領選
2019年9月、ソマリア連邦政府の公共事業および住宅担当長官を務めていたアフメド・アブディ・カリエはガルムドゥグ大統領選に立候補していることを表明した。
2020年1月15日、アフメド・アブディ・カリエはガルムドゥグ大統領選のため、ソマリアの公共事業長官を辞任。
2020年1月、ガルムドゥグ現大統領のデュアレは、大統領選挙にソマリア連邦政府が大きく干渉したとして、政権の譲渡を拒絶。さらには、当初の政権発足が遅れたことを理由に、自身の任期が2021年まであると主張した。
2020年2月2日、ドゥサマレブでガルムドゥグ大統領選が行われた。ただしデュアレ現大統領の一派とガルムドゥグの有力軍閥アル・スンナ・ワル・ジャマーは選挙をボイコット。選挙の結果、アフメド・アブディ・カリエが69票中の66票を獲得して大統領に選出された。ソマリア連邦政府は選挙の結果を歓迎。一方、デュアレ現大統領はこの選挙に対抗して、ガルカイヨで新しい議会のメンバーを発表した。アル・スンナはシェーク・シャーキル（Sheekh Shaakir）を大統領に選出したと発表した。
2020年3月1日、カリエ新大統領はアル・スンナのリーダーと会談。アル・スンナはガルムドゥグへの協力を表明。この会談にはアル・スンナが選んだ「シェーク・シャーキル大統領」は欠席。
2020年3月10日、カリエ新大統領はデュサマレブ議会の副議長、市長を任命した。
2020年3月25日、カリエ新大統領は大統領選挙をボイコットした前議会の議員と和解し、ボイコットした議員もカリエ新大統領を認めることが確認された。
2020年4月、デュアレ前大統領はアフメド・アブディ・カリエ新大統領とドゥサマレブの高級ホテルで会談し、14日に政権譲渡の儀式を行った。

## 大統領として
2020年6月2日、カリエ大統領は、ガルムドゥグ国内の民兵を武装解除し、特に武器の回収に力を入れると発表した。この背景として、数カ月前に50人以上が死亡する戦闘があった。
2020年6月4日、カリエ大統領は、ホビョに港湾設備を外部の援助なしに建設すると表明した。合わせて、民兵の武装解除の作戦が進行中であると説明した。
2020年6月23日、カリエ大統領はBBCの独占インタビューに対して、国民に水、健康、教育、安全などの必需品を提供すると共に、民兵の武装解除完了、イスラーム武装勢力アル・シャバブの追放を計画していると述べた。
2020年8月、カリエ大統領はトルコに住む元ガルムドゥグ大統領のアブディカリム・フセイン・グレドと会談した。
2020年11月、カリエ大統領を乗せた飛行機がドゥサマレブから飛び立ったところ、グリエルを通過した際にアル・シャバブから銃撃された。飛行機は迂回したものの、無事モガディシュに到着した。
2021年1月、カリエ大統領は「大統領（madaxweyne）」という呼称について、自身を含めて連邦構成国の長にはふさわしくなく、ソマリア連邦政府大統領に限定すべきだとの持論を発表した。